# Присоска
Это статья об прикрепительных структурах. О виде рыб см. рыба-присоска.
Присоска — устройство или о́рган, служащий для прикрепления к твёрдым поверхностям. Обычно присоска представляет собой упругий вогнутый диск, полость которого изолируется от окружающей среды, после чего в ней создаётся пониженное давление. Механизмы создания разрежения различны.
В простом случае присоска под действием внешней силы распластывается по ровной поверхности, а после исчезновения деформирующего воздействия за счёт собственной упругости восстанавливает форму. При этом объём полости возрастает, что при условии герметичного соединения вызывает разрежение. Присоски, работающие по такому принципу, встречаются, например, у головоногих моллюсков и паразитических плоских червей.
В более сложных конструкциях присасывание может осуществляться без распластывания: под действием насоса или за счёт специальных механизмов увеличения объёма полости присоски. Яркий пример второго варианта демонстрируют панцирные моллюски, способные очень прочно присасываться к камням за счёт сокращения мышц мантии.
Присоски у растений (или гаустории) — видоизменённые органы (обычно видоизменённые апексы корней), служащие для поглощения веществ.